# Neopitthea pringlei
Neopitthea pringlei là một loài bướm đêm trong họ Geometridae.